# Dom dla Zmyślonych Przyjaciół pani Foster
Dom dla Zmyślonych Przyjaciół pani Foster (ang. Foster's Home for Imaginary Friends) – amerykański serial animowany stworzony przez Craiga McCrackena, wyprodukowany przez Cartoon Network Studios; był emitowany w sieci Cartoon Network w latach 2004–2009. w Polsce emitowany na kanale Cartoon Network od 10 marca 2005 roku.
Dom dla Zmyślonych Przyjaciół pani Foster uzyskał pozytywny odbiór krytyków i został wielokrotnie uhonorowany, między innymi siedmioma nagrodami Emmy. Na antenie pojawiło się sześć serii, łącznie liczących 79 odcinków; prócz tego powstały również filmy specjalne – Nowy dom Bloo, Poszukiwany Chudy i Więźniowie wyobraźni. Ostatnie odcinki wyemitowano na przełomie kwietnia i maja 2009 roku. 

## Tło fabularne
Akcja serialu toczy się w świecie, w którym powstający w wyobraźni dzieci przyjaciele mogą pojawić się w rzeczywistości. Zmyśleni przyjaciele nie rosną, w przeciwieństwie do swoich stwórców – którzy po osiągnięciu dojrzałości przestają się nimi interesować i zostawiają ich na pastwę losu. Właśnie w celu zapewnienia opieki wytworom wyobraźni został założony dom przeznaczony dla bezdomnych zmyślonych przyjaciół, kierowany przez podstarzałą panią Foster. Jako że dom pełni jednocześnie funkcję ośrodka adopcyjnego, jego pensjonariusze mogą zostać zaadoptowani przez inne dzieci.
Właściwa akcja serialu rozpoczyna się, gdy chłopiec imieniem Maks i jego zmyślony przyjaciel Bloo zmagają się z nastoletnim bratem Maksa, Tadkiem. Podczas bijatyki dochodzi do zdemolowania mieszkania. Zrezygnowana matka Maksa, chcąc zapobiec dalszym awanturom między braćmi, informuje Maksa, że jest już za duży na posiadanie Bloo i zmusza go do pożegnania z nim. Następnego dnia Maks zaprowadza swego wymyślonego przyjaciela do domu pani Foster. Okazuje się jednak, że Bloo, jako należący do domu opieki, może zostać adoptowany przez inne dziecko. Maks zawiera z władzami domu pani Foster umowę, iż Bloo nie grozi adopcja, jeżeli chłopiec będzie do niego przychodzić codziennie po szkole.
Dom pani Foster prowadzi nie tylko tytułowa założycielka ośrodka, ale też jej wnuczka Franka oraz zmyślony przyjaciel Pan Zając o wyglądzie królika. Maks i Bloo poznają w nim nowych znajomych, będących zmyślonymi przyjaciółmi: Chudego, Eduarda i Koko. W trakcie serialu przewijają się również takie postacie, jak dziewczynka Goo oraz zmyśleni przyjaciele Księżna, Ser, Jackie Kaktus (wraz ze swoją dziewczyną Fluffy), a także mniej istotni dla fabuły bohaterowie.

## Produkcja

### Pomysł

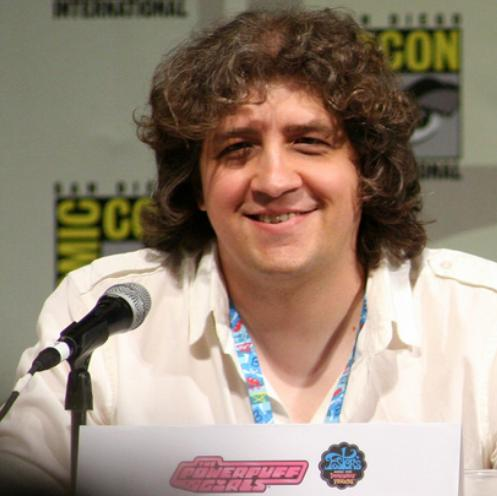
Twórca serialu, Craig McCracken, na San Diego Comic-Conie w 2008 roku

Rysownik Craig McCracken, który przedtem był twórcą serialu animowanego Atomówki, po realizacji filmu pełnometrażowego o tym samym tytule poszukiwał odmiany. Pomysłu dostarczyła mu sytuacja życiowa: McCracken wraz ze swą żoną Lauren Faust posiadał dwa psy adoptowane ze schroniska dla zwierząt. Pomyślał więc, że koncept domu opieki (ang. foster home) może pasować do zmyślonych przyjaciół – wytworów dziecięcej wyobraźni. McCracken mógł dzięki niemu pozbyć się schematów istniejących w Atomówkach, między innymi wyraźnego podziału na dobrych i złych bohaterów oraz przesadnie agresywnej treści. Inspiracji dostarczyły twórcy także film Potwory i spółka, serial SpongeBob Kanciastoporty i The Muppet Show, będące dla niego wzorcem pod względem humorystycznej treści.
Wychodząc od idei zmyślonych przyjaciół, McCracken starał się stworzyć jak najdziwniejsze i najbardziej wyraziste wytwory wyobraźni oraz zbudować ich relacje ze zwykłymi ludźmi; przy ich tworzeniu wzorował się na zachowaniu udomowionych zwierząt. Reżyser skontrastował zmyślonych przyjaciół z miejscem, gdzie znajdują azyl: staromodnym domem zbudowanym w stylu wiktoriańskim.

### Realizacja
W przeciwieństwie do Atomówek, których odcinki były produkowane na podstawie scenopisów obrazkowych, produkcja każdego epizodu Domu dla zmyślonych przyjaciół pani Foster rozpoczynała się od napisania scenariusza. Ważne przy tym było, żeby odcinki mieściły się w ustalonym odgórnie limicie 22 minut, przy czym fabuła mogła mieć długość od 8 do 10 minut. Dopiero potem powstawał scenorys, a następnie przystępowano do produkcji epizodu.
McCracken wprowadził nowatorski w skali seriali animowanych proces produkcji oprawy graficznej. Na początku postacie i tło były rysowane ręcznie, a następnie tworzono ich komputerowe odpowiedniki w programie Adobe Illustrator, wykonane w grafice wektorowej. Potem przenoszono je do programu Adobe Flash, gdzie mogły ulec rozczłonkowaniu i łatwiejszej animacji.
Muzykę do serialu skomponował James L. Venable na prośbę McCrackena. Ten, jako że był miłośnikiem psychodelicznej muzyki z lat 60. XX wieku, zaproponował Venable’owi stworzenie kompozycji „psychodelicznego ragtime'u”. Ścieżka dźwiękowa do serialu jest połączeniem dźwięków pianoli, melotronu, starożytnych instrumentów oraz wibrafonów z lat 60. XX wieku. Cechuje ją szybkość i dynamizm.
W związku z pracami nad Domem dla zmyślonych przyjaciół pani Foster McCracken zrezygnował z dalszego tworzenia Atomówek, produkcję piątej serii tego serialu powierzając Chrisowi Savino i przejmując część dawnej ekipy.

### Aktorzy głosowi
W oryginalnej wersji językowej występowało głównie ośmiu aktorów, dubbingujących wiele postaci – od głównych po epizodyczne. Keith Ferguson odpowiadał za głos Bloo, Sean Marquette z kolei dubbingował Maksa. Phil LaMarr użyczał głosu postaciom Chudego i Jackiego Kaktusa. Postać Eduarda natomiast była dubbingowana przez Toma Kenny’ego. Candi Milo zagrała postacie Koko, pani Foster oraz Sera. Tom Kane z kolei użyczał głosu Panowi Zającowi, zaś Tadka dubbingowała Tara Strong. Najbardziej wszechstronną aktorką głosową w serialu była natomiast Grey DeLisle. Zagrała ona role Franki, Księżnej, Goo, Fluffy oraz matki Maksa. W gościnnych rolach wystąpili również Jeff Bennett, Kevin Michael Richardson, Kevin McDonald, Daran Norris, Hiroshi Tsuchida oraz sam Craig McCracken. W specjalnym odcinku Więźniowie wyobraźni zagrał Max Wolf Burkholder.

### Promocja
Wydaniu Domu dla zmyślonych przyjaciół pani Foster towarzyszyła kampania promocyjna przy wsparciu innych firm. 13 czerwca 2006 roku Cartoon Network podpisało ze spółką Mattel kontrakt na produkcję zabawek z postaciami serialowymi; 14 listopada 2007 roku podobną umowę zawarto z amerykańską spółką KellyToy. 18 lipca 2006 roku Dom dla Zmyślonych Przyjaciół pani Foster został pokazany na festiwalu ComicCon wyspecjalizowanym w promocji komiksów oraz filmów animowanych. W 2007 roku odcinek piątej serii pod nazwą Koszmar na Wilson Way przy udziale LucasArts został przystosowany do wyświetlania w technologii 3D. Natomiast 28 listopada 2008 roku bohaterowie z serialu zaśpiewali podczas corocznej Macy's Thanksgiving Parade piosenkę będącą preludium do rickrollingu.
Promocja serialu wiązała się także z wydawnictwem gier komputerowych. 15 maja 2006 roku Cartoon Network opublikowało na swojej stronie grę internetową Big Fat Awesome House Party, w której gracz musiał wykonywać różne zadania w celu zdobycia zdjęć pamiątkowych z bohaterami serialu. Owa gra istniała do listopada 2007 roku. 3 listopada 2006 roku ukazała się gra komputerowa autorstwa studia Collision Studios pod tytułem Foster's Home for Imaginary Friends, wydana na konsoli Game Boy Advance, w której gracz wykonywał zadania scenariusza, kierując albo Maksem, albo Bloo. Nie była ona jednak pochlebnie przyjęta przez krytyków. Podobnie przyjęto zaprojektowaną przez studio Sensory Sweep grę Foster's Home for Imaginary Friends: Imagination Invaders na konsolę Nintendo DS, w której gracz, kierując Bloo, powstrzymywał inwazję stworów z obcych planet.

### Wyemitowane serie
W lutym 2004 roku Cartoon Network oficjalnie zapowiedziało pojawienie się nowego serialu Craiga McCrackena. Pilotowy odcinek rozpoczynający pierwszą serię pod nazwą Nowy dom Bloo ukazał się w Stanach Zjednoczonych 13 sierpnia 2004 roku. Przedstawiał on zarazem najważniejszych bohaterów serialu i dokonywał ich charakterystyki. Anita Gates z „The New York Timesa” określiła go mianem obiecującego początku serialu. Druga seria miała premierę 21 stycznia 2005 roku. Premiera trzeciej serii odbyła się 22 lipca 2005 roku, przy czym 1 grudnia tego roku ukazał się specjalny odcinek Zagubiony Mikołaj, przeznaczony do emisji w Boże Narodzenie.
Czwarta seria miała premierę 28 kwietnia 2006 roku; zakończyła ją emisja 21 listopada 2006 roku pełnometrażowego odcinka Poszukiwany Chudy. poprzedzona maratonem telewizyjnym serialu w amerykańskim Cartoon Network, w którym rozbudowano wątki pochodzenia kilku głównych bohaterów serialu. Piąta seria rozpoczęła się 4 maja 2007 roku. Ostatnia, szósta seria miała premierę 13 marca 2008 roku; jednym z jej odcinków był wyemitowany 27 listopada 2008 roku pełnometrażowy film Więźniowie wyobraźni, stanowiący jeden z najmroczniejszych epizodów serialu. Szóstą serię i zarazem serial zamknął odcinek Bloo żegna się z Maksem z 3 maja 2009 roku.
Po zakończeniu prac nad serialem Craig McCracken odszedł z Cartoon Network Studios. Podjął współpracę z kanałem telewizyjnym Disney Channel i wraz z Lauren Faust brał udział w pracach nad nowym serialem animowanym W tę i nazad.

## Odbiór krytyczny
Dom dla Zmyślonych Przyjaciół pani Foster stał się przebojem w Stanach Zjednoczonych, będąc w chwili emisji najczęściej oglądanym programem stacji dla dzieci od 6 do 11 lat. Większość krytyków telewizyjnych odnosiła się do serialu z sympatią. Brytyjski magazyn „Western Mail” określił Dom dla Zmyślonych Przyjaciół pani Foster mianem najlepszego w swojej kategorii serialu wszech czasów, doceniając przede wszystkim samo założenie dzieła McCrackena i oceniając zawarte w nim postacie jako „paradę najdziwniejszych kreatur, jakie chcielibyście zobaczyć”. Publicysta „People Weekly” Terry Kelleher podziwiał surrealistyczny humor serialu, nazywając go najbardziej oryginalnym serialem animowanym od czasu SpongeBoba Kanciastoportego, nie dysponującym jednak podobnym humorem. David Cornelius, recenzent ze strony DVD Talk, opisał serial jako pomysłowe połączenie kreatywności w tworzeniu postaci, geniuszu komicznego oraz umiejętnie podanego chaosu. W jego opinii był to jeden z najlepszych seriali wyświetlanych wówczas w telewizji. Sebastian Łupak z „Gazety Telewizyjnej” pisał, że „to znakomita, oparta na dialogach komedia” oraz iż „ta kreskówka jest tak zabawna, a postaci dopracowane, że trudno jej nie pokochać”. Eric J. Smith w recenzji napisanej dla „Multichannel News” uznał Dom dla Zmyślonych Przyjaciół pani Foster za jedną z kilku produkcji Cartoon Network, które w wielu aspektach przewyższają jakością dawne animacje z wytwórni Hanna-Barbera.
Recenzenci wskazywali na różne specyficzne cechy serialu: Sebastian Łupak zwracał uwagę na naśmiewanie się przez twórców serialu „ze współczesnego kapitalizmu, konsumpcjonizmu, kłamliwych reklam czy hollywoodzkiego stylu życia”. Recenzent „USA Today” Robert Bianco zauważył ponadto w serialu aluzję do problemu porzucania dzieci przez rodziców. Tym samym dzieło McCrackena staje się dla krytyka metaforą dziecięcego strachu przed porzuceniem i przed dorastaniem, a także zmęczenia młodego „rodzica” wychowywaniem swojego stworzenia. Uwagę Davida Corneliusa przykuły użyte przez McCrackena środki służące budowaniu humoru, na przykład umiejętne użycie głosu przez aktorów, nagłe spowolnienia akcji czy też zastępowanie dialogu gestami i mimiką postaci. Wojciech Orliński sugerował, że serial może również pełnić funkcję terapeutyczną dla dzieci czujących niechęć rówieśników. W porównaniu z ówczesnymi serialami z początku XXI wieku ocenił humor występujący w Domu dla zmyślonych przyjaciół pani Foster jako „ciepły i serdeczny”. Kulturoznawczyni Divya McMillin również rozpatrywała serial w kategoriach edukacyjnych, przytaczając uwagę młodej widz o przełamywaniu w nim stereotypów dotyczących płci i rasy.
Serial produkcji Cartoon Network, pomimo iż był skierowany do widowni w wieku od 5 do 8 lat, zdobył popularność przede wszystkim wśród dorosłych odbiorców. Wokół Domu dla zmyślonych przyjaciół pani Foster powstała społeczność fanowska składająca się z pełnoletnich widzów, co wynika z obecności licznych nawiązań do kultury masowej, między innymi do serialu Zagubieni i filmu Big Lebowski. Joly Herman ze stowarzyszenia Common Sense Media, należąca do przeciwników serialu, uznała poniekąd serial za nieodpowiedni dla młodszej widowni ze względu na krzykliwą formę oraz gdzieniegdzie występujące aluzje seksualne.

### Wyróżnienia
Poniżej przedstawiona jest lista wyróżnień serialu Dom dla Zmyślonych Przyjaciół pani Foster.
| Nagrody | Nominacje |
| --- | --- |
| Nagrody Annie - Najlepsza muzyka w animowanej produkcji telewizyjnej - 2005 – James L. Venable, Jennifer Kes Remington za odcinek „Księżna lamentów” - 2006 – James L. Venable, Jennifer Kes Remington za odcinek „Fałszywy film” - Najlepszy model produkcji w animowanej produkcji telewizyjnej - 2005 – Mike Moon, Craig McCracken, Dave Dunnet, Martin Ansolabehere za odcinek „Zagubiony Mikołaj” - 2006 – Martin Ansolabehere za odcinek „Poszukiwany Chudy” - Najlepsza animowana produkcja telewizyjna (2006) Nagrody Emmy - Wybitne osiągnięcie indywidualne w animacji - 2005 – Mike Moon za odcinek „Nowy dom Bloo” - 2005 – Craig McCracken za odcinek „Nowy dom Bloo” - 2005 – Ed Baker za odcinek „Sławny na cały świat” - 2006 – Shannon Tindle za odcinek „Idź Goo, idź” - 2007 – Dave Dunnet za odcinek „Poszukiwany Chudy” - 2008 – Benjamin Balistreri za odcinek „Koko na gigancie” - Najlepszy program animowany - 2009 – „Więźniowie wyobraźni” Festiwal Cartoons on the Bay (Positano) - Nagroda Pulcinella – Najlepszy serial telewizyjny przeznaczony dla wszystkich widzów (2005) | Nagrody Annie - Najlepsza animowana produkcja telewizyjna (2004) - Najlepszy projekt postaci w animowanej produkcji telewizyjnej - 2004 – Lynne Naylor za odcinek „Nowy dom Bloo” - 2005 – Shannon Tindle za odcinek „Idź Goo, idź” - 2008 – Benjamin Balistreri za odcinek „Koko na gigancie” - 2009 – Benjamin Balistreri - Najlepsza reżyseria w animowanej produkcji telewizyjnej - 2004 – Eric Pringle za odcinek „Kto tu wpuścił psy?” - 2005 – Craig McCracken za odcinek „Księżna lamentów” - 2006 – Craig McCracken za odcinek „Autobus dla nas dwóch” - 2008 – Rob Renzetti, Craig McCracken za odcinek „Więźniowie wyobraźni” - Najlepszy scenariusz do animowanej produkcji telewizyjnej - 2004 – Lauren Faust za odcinek „Sławny na cały świat” - Najlepsza animowana produkcja telewizyjna (2005) - Najlepszy występ głosowy w animowanej produkcji telewizyjnej - 2006 – Keith Ferguson za odcinek „Wykorzystaj dzień” - Najlepsza muzyka do animowanej produkcji telewizyjnej - 2007 – James L. Venable, Jennifer Kes Remington za odcinek „Bloo Superkolo i magiczny ziemniak mocy” - Najlepsza animowana produkcja telewizyjna dla dzieci (2008) - Najlepszy model produkcyjny w animowanej produkcji telewizyjnej - 2009 – Janice Kubo Nagrody Emmy - Najlepszy motyw muzyczny (2005) - Najlepszy program animowany trwający krócej niż godzinę - 2006 – za odcinek „Idź Goo, idź” - 2007 – za odcinek „Poszukiwany Chudy” Television Critics Association Awards - Wybitne osiągnięcie wśród programów dla dzieci (2006) |

#### Inne wyróżnienia
- Dom dla Zmyślonych Przyjaciół pani Foster był notowany przez magazyn „Variety” na liście najważniejszych seriali emitowanych przez Cartoon Network w 2005[62], 2006[63] i 2007 roku[64].
- Serial został umieszczony na stworzonej przez magazyn „Animation” liście 25 seriali animowanych, które ukształtowały krajobraz animacji w latach 1986–2011[65].
- 85. miejsce na notowaniu 100 najlepszych seriali animowanych na portalu IGN[66].
- 6. miejsce na notowaniu 10 najlepszych seriali animowanych Cartoon Network według „Entertainment Weekly”[67]